# Liste der Kulturdenkmäler in Heinzenberg (bei Kirn)
In der Liste der Kulturdenkmäler in Heinzenberg sind alle Kulturdenkmäler der rheinland-pfälzischen Ortsgemeinde Heinzenberg aufgeführt. Grundlage ist die Denkmalliste des Landes Rheinland-Pfalz (Stand: 2. August 2023).

## Einzeldenkmäler
| Bezeichnung           | Lage                                     | Baujahr                           | Beschreibung                                                                     | Bild |
| --------------------- | ---------------------------------------- | --------------------------------- | -------------------------------------------------------------------------------- | ---- |
| Hofanlage             | Dorfstraße, zu Nr. 3 Lage                | erste Hälfte des 19. Jahrhunderts | Einfirsthaus, Fachwerk, teilweise massiv, erste Hälfte des 19. Jahrhunderts      | BW   |
| Burgruine Heinzenberg | oberhalb des Ortes auf dem Burgberg Lage | vor 1152                          | Standplatz der 1152 erwähnten, seit dem Brand 1452 verfallenden Burg Heinzenberg | BW   |